# Hex (película)
Hex es un cortometraje de terror nigeriano de 2015 dirigido por Clarence Peters. Proyectado y estrenado el 12 de noviembre de 2015 en el 5º Festival Internacional de Cine de África, ganó el premio al "Mejor Cortometraje" en el festival.

## Elenco
- Ayoola Ayolola como Olabode
- Kunle Remis como Emeka
- Nancy Isime como Chioma
- Roseline Afije como Bola
- Escarlata Shotade como Abiodun

## Producción
Hex es la película debut de Clarence Peters. Fue filmada en Lagos con una duración total de 26 minutos. El avance oficial de la película fue lanzado el 28 de septiembre de 2015.

## Premios
| Año  | Ceremonia de premiación                    | Categoría          | Resultado |
| ---- | ------------------------------------------ | ------------------ | --------- |
| 2015 | V Festival Internacional de Cine de África | Mejor cortometraje | Ganador   |